# Jacques Raboceau
 (février 2024).
La mise en forme du texte ne suit pas les recommandations de Wikipédia : il faut le « wikifier ».
Les points d'amélioration suivants sont les cas les plus fréquents. Le détail des points à revoir est peut-être précisé sur la page de discussion.
- Les titres sont pré-formatés par le logiciel. Ils ne sont ni en capitales, ni en gras.
- Le texte ne doit pas être écrit en capitales (les noms de famille non plus), ni en gras, ni en italique, ni en « petit »…
- Le gras n'est utilisé que pour surligner le titre de l'article dans l'introduction, une seule fois.
- L'italique est rarement utilisé : mots en langue étrangère, titres d'œuvres, noms de bateaux, etc.
- Les citations ne sont pas en italique mais en corps de texte normal. Elles sont entourées par des guillemets français : « et ».
- Les listes à puces sont à éviter, des paragraphes rédigés étant largement préférés. Les tableaux sont à réserver à la présentation de données structurées (résultats, etc.).
- Les appels de note de bas de page (petits chiffres en exposant, introduits par l'outil «  Source ») sont à placer entre la fin de phrase et le point final[comme ça].
- Les liens internes (vers d'autres articles de Wikipédia) sont à choisir avec parcimonie. Créez des liens vers des articles approfondissant le sujet. Les termes génériques sans rapport avec le sujet sont à éviter, ainsi que les répétitions de liens vers un même terme.
- Les liens externes sont à placer uniquement dans une section « Liens externes », à la fin de l'article. Ces liens sont à choisir avec parcimonie suivant les règles définies. Si un lien sert de source à l'article, son insertion dans le texte est à faire par les notes de bas de page.
- La présentation des références doit suivre les conventions bibliographiques. Il est recommandé d'utiliser les modèles {{Ouvrage}}, {{Chapitre}}, {{Article}}, {{Lien web}} et/ou {{Bibliographie}}. Le mode d'édition visuel peut mettre en forme automatiquement les références.
- Insérer une infobox (cadre d'informations à droite) n'est pas obligatoire pour parachever la mise en page.

Pour une aide détaillée, merci de consulter Aide:Wikification.
Si vous pensez que ces points ont été résolus, vous pouvez retirer ce bandeau et améliorer la mise en forme d'un autre article.
Pour les articles homonymes, voir Raboceau.
Pour le secrétaire du duc de Bretagne né en 1395, voir Pierre Raboceau.
Jacques Raboceau, né vers 1410 dans le duché de Bretagne, est seigneur de la Baronnière, paroisse d'Orvault, du Blotereau et du Verger, par Doulon, de la Botiniére et du Ranzay, paroisse Saint-Donatien de Nantes. Magistrat breton, il est secrétaire du duc de Bretagne de 1463 à 1476.

## Biographie
Fils de Pierre Raboceau, et frère d'un autre Pierre Raboceau (1395-14..), après la mort duquel il devient également secrétaire du duc François II de Bretagne. Jacques et son frère Pierre avait une signature très ressemblante.
Il épouse Jane Cholet (v.1415), dont il aura un fils que les époux prénomme Pierre (né vers 1440) et qui sera à la mort de son père seigneur du Ranzay, et grand maître des monnaies de Bretagne. Marié  à Magdelaine Tampier (v.1445-1512), avec laquelle ils auront quatre ou cinq enfants: Guillaume; Pierre qui épouse Guillemette Sibille; Magdeleine ; Élisabeth ; Jane (Jeanne); Julienne,.
Les archives possèdent 2 625 actes signés de sa main entre 1459 et 1482.
Les secrétaires sont entourés de collaborateurs dans la rédaction des textes qu'ils élaborent et leurs clercs qui les secondent. Certains se spécialisent comme Pierre Raboceau qui se partage entre le juridique et l'ecclésiastiques, Jamet Godard, secrétaire des finances, Futon Richart et Pierre Coline (1466-1488) Raoulet Le Gouz se partagent entre les actes militaires et financiers, Pierre Lelasseur(1473-1488) fait dans le financier et le juridique. Robert Macé, Jacques Raboceau ou Guillaume de Forest (1473-1510) se consacrent aux dossiers juridiques.

### Sous le règne d'Arthur III de Bretagne 1457 à 1458
Sous le  court règne de ce prince , Arthur III de Bretagne (1393-1458), qui fut duc de Bretagne et comte de Montfort du 22 septembre 1457 au 26 décembre 1458, aucun membre de la famille Raboceau ne semble avoir eu de fonction au sein du gouvernement du duché.

### Sous le règne de François II de Bretagne  1458 à 1498

#### Affaire des sauf-conduits
Les rapports entre le duc François II et le roi de France Louis XI s'enveniment et font que le conseil n'a aucun intérêt à rendre public les réflexions et les décisions prises lors de ces réunions. Le premier de ces livres de compte-rendus compte 240 feuillets.
L'affaire des " Blanc seing ", éclate en 1463 parmi d'autres liens et pratiques frauduleuses dont cette filière. Olivier de Breil, procureur général de la Chancellerie du duc de Bretagne convoque Jean Garcie et son père Pierre Garcie (v.1490-1502), au sujet de l'affaire des sauf-conduits dans laquelle est impliqué Jacques Raboceau et son frère  Pierre. Affaire qui faisait grand bruit dans le duché.
Le 13 mai 1463 une flottille de 5 navires anglais est arraisonné par les deux navires français au large de Guérande bord à bord avec la " Caravelle d'Olonne", et " La Grande Caravelle de Saint-Gilles-sur-Vie armés en guerre.
Il y avait à bord d'un des navires français  Pierre Garcie Ferrande (Jean Garcie) (1441-1502), marin cartographe, hydrographe juif d'origine espagnole à bord de la "Caravelle de Saint-Gilles". En fouillant l'équipage et les marins anglais, ils découvrirent sur l'un des bateaux un personnage familier de la cour du duc: Gilles de Crésoles. Un des secrétaire du duc de Bretagne se trouvait donc en possession de sauf-conduits "fenestrez"  ainsi que de 16 autres en blanc destinés à la rédaction de vidimus. Il dit que ces documents lui furent remis par Jacques Raboceau le 9 juin 1463. Pierre Raboceau y ayant fait figurer le sceau sur un document en blanc. Malgré les peines encourues il ne semble pas y avoir eu de sanction contre certain, l'affaire ayant des enjeux politiques qu'ils étaient préférables d'étouffer. Jacques Raboceau tenait du parti de Guillaume Chauvin chancelier de Bretagne dans les indispositions qui opposaient Pierre Landais à 
Guillaume Chauvin qui  c'est trouvé à un moment en situation de délicatesse  sous une double inculpation d'extorsion de droits fictifs de chancellerie et de ventes de sauf-conduits  en blanc-seing et sa carrière à bien failli s'arrêter là, ce qui lui aurait peut être été plus profitable. Son plus mortel ennemi étant Pierre Landais trésorier général de Bretagne qui lui avait dit : «  Je vous réduirai à telle nécessité que je vous ferez manger mes poux », ainsi qu'à  Guillaume Gueguen (v.1440-1506) un autre secrétaire du duc de 1472 au 9 septembre 1488, second président de la chambre des comptes de Bretagne en 1485, notaire impérial et apostolique, vice-chancelier de la duchesse en 1479, secrétaire de Pierre Landais dès 1477.
Guillaume Chauvin sera arrêté sous le prétexte de trahison un procès inique lui est intenté et il mourut de faim et des mauvais traitements dans le cachot de l'Hermine de Vannes le 5 avril 1484. À la suite de sa mort les chefs de la Noblesse se focalisent contre Landais.

## Alliances
Les Raboceau ont tissés  par alliance et parenté des liens avec les plus grandes familles attachées au Parlement de Bretagne : Le Lou; S.S. du Breil; Marraine, Jallier; Rogon; Poulain; Hux; Dessefort; Boux; Bidé.

## Armoiries
- « D'argent au rencontre de cerf de gueules surmonté de deux oiseaux de sable »[13]

(«  en arc' hante  c'harbenn-Karv en gwad, leinet gant saoul evn en sabel »)

## Propriétés
- Manoir du Ranzay par acquêt qu'il en fait de Beatrix de Montfort. Sa métairie du Ranzay est régulièrement exempté (1462-1467) avant d'être intégralement affranchie en 1469. Avec son épouse, ils bénéficient en 1467 d'une sauvegarde perpétuelle et d'un maintient en possession d'une dîme inféodée  qui lui appartient à Saint-Père-en-Retz (1473), son frère Pierre reçoit pareillement dons et propriétés[14],[15]
- (1463), La Botière en Saint-Donatien (paroisse) à  Nantes. Avec chapelle puis le domaine passa à  Jean du Mé en 1495, à  Jeanne de Malignac en 1554, Michel Barberé en 1669, et a cette même famille jusqu'en 1746 et aux Libault en 1857[16]
- Petit-Blottereau : manoir
- Grand-Blottereau: manoir
- Seigneurie du Verger, manoir, métairie, cultures principales : la vigne, possède un moulin banal, ainsi qu'un pressoir.